# Udrina
Udrina je přírodní rezervace v katastrálních územích obcí Trebichava, Slatina nad Bebravou a Timoradza v okrese Bánovce nad Bebravou v Trenčínském kraji. Území bylo vyhlášeno  v roce 1993 a jeho rozloha je 107,36 hektaru. Předmětem ochrany jsou zejména jižně orientované svazy s xerotermní vegetecí a společenstvy s dubem pýřitým (Quercus pubescens). Chladnější stanoviště jsou porostlá bučinami.